# Stadtmauerrest am Grönjansturm

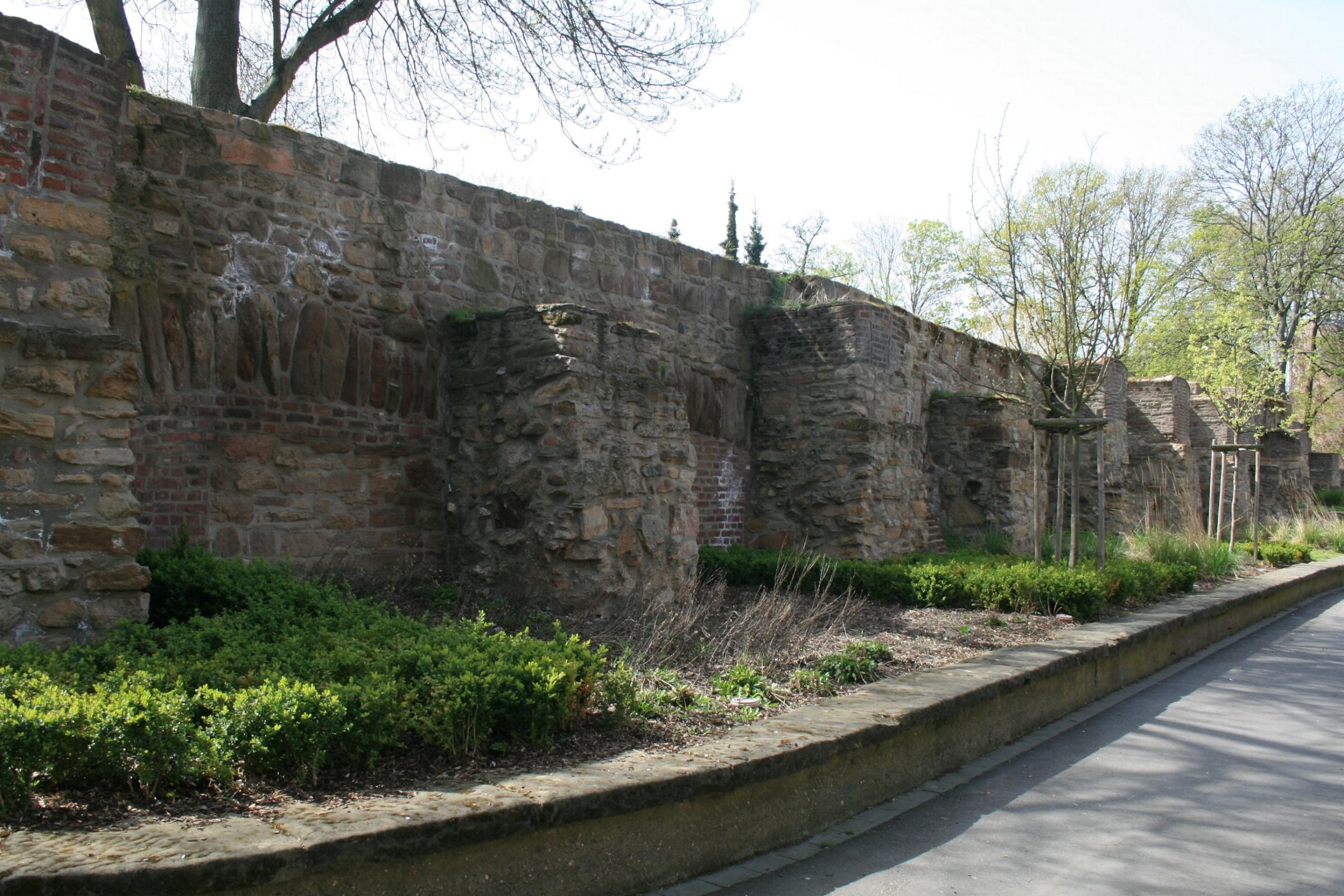
Stadtmauerrest am Grönjansturm, Düren

Der Stadtmauerrest am Grönjansturm ist ein Rest der Stadtbefestigung von Düren in Nordrhein-Westfalen. 
Der Rest der Dürener Stadtbefestigung befindet sich zwischen dem Dicken Turm und dem Grönjansturm.
Die Mauer aus Bruchsteinen wurde im Ursprung Anfang des 13. Jahrhunderts erbaut. Der Rest der Stadtmauer ist an dieser Stelle etwa 84 m lang und 3,50 m hoch. 
Das Bauwerk ist unter Nr. 1/035b in die Denkmalliste der Stadt Düren eingetragen.